# Сисоват Монирет
Принц Сисоват Монирет (кхмер. ស៊ីសុវត្ថិ មុន្នីរ៉េត; 25 ноября 1909 — сентябрь 1975) — камбоджийский государственный деятель, сын короля Сисовата Монивонга, премьер-министр Камбоджи (1945—1946).

## Биография
Окончил Специальную военную школу Сен-Сира во Франции.
- 1934—1937 гг. — генеральный секретарь короля Сисовата Монивонга, в 1934 г. выступил инициатором создания первого скаутского движения Angkar Khemarak Kayarith, в которое вступили более 1000 членов из разных регионов страны,
- 1937—1939 гг. — делегат по социальным вопросам, здравоохранению и спорту.

В 1939 г. вступил в Иностранный легион и в звании лейтенанта участвовал в сражениях Второй мировой войны во Франции и в Северной Африке. В том же году он был назначен кавалером ордена Почётного легиона. После смерти отца в 1941 году являлся основным претендентом на престол, однако колониальные власти предпочли более лояльного племянника Монирета Нородома Сианука. Тем не менее во время первого периода правления Нородома Сианука (1953—1955) он оставался наследником престола.
В 1944—1945 гг. — вновь занимает пост генерального секретаря короля, но на этот раз Нородома Сианука.
В 1945—1946 годах — премьер-министр Камбоджи. Одновременно возглавил министерства внутренних дел и обороны. С согласия французских властей приступил к формированию камбоджийской армии из числа представителей Khmer Military Convention. В 1946 году добился открытия офицерской школы. Также начал переговоры о «будущем Камбоджи», добившись того, чтобы король обладал определенной автономией в управлении внутренними вопросами, а Франция при этом сохраняла верховную власть по иностранным делам, обороне и контролю. В декабре 1946 года после победы на выборах Демократической партии уступил пост премьер-министра принцу Сисовату Ютевонгу.
- 1947—1948 гг. — вице-президент Совета регентства,
- 1950 г. — управляющий персоналом королевского двора,
- 1950—1952 гг. — генеральный инспектор Королевской камбоджийских армии,
- 1954—1955 гг. — посол во Франции,
- 1955—1960 гг. — военный советник короля Камбоджи,
- 1956 г. — назначен министром «общественного оздоровления», специального антикоррупционного органа при короле,
- 1960 г. после смерти Нородома Сурамарита — председатель Совета регентства. Был вынужден отказаться от всех монархических амбиций, хотя Сианук и усомнился в искренности этой отставки. В то же время, хотя отношения между ними никогда не были теплыми, племянник был убежден в верности своего дяди и без колебаний обращался к нему в случае кризиса, не давая при этом ему никакой власти,
- 1960—1963 гг. — генеральный инспектор Королевской камбоджийских армии,
- 1963—1970 гг. — военный советник Нородома Сианука.

С марта по май 1973 года был помещён под арест режимом Лон Нола.
После взятия Пномпеня красными кхмерами посольством Франции ему было отказано в предоставлении убежища. В сентябре 1975 года он был казнён.